# Трубецькі

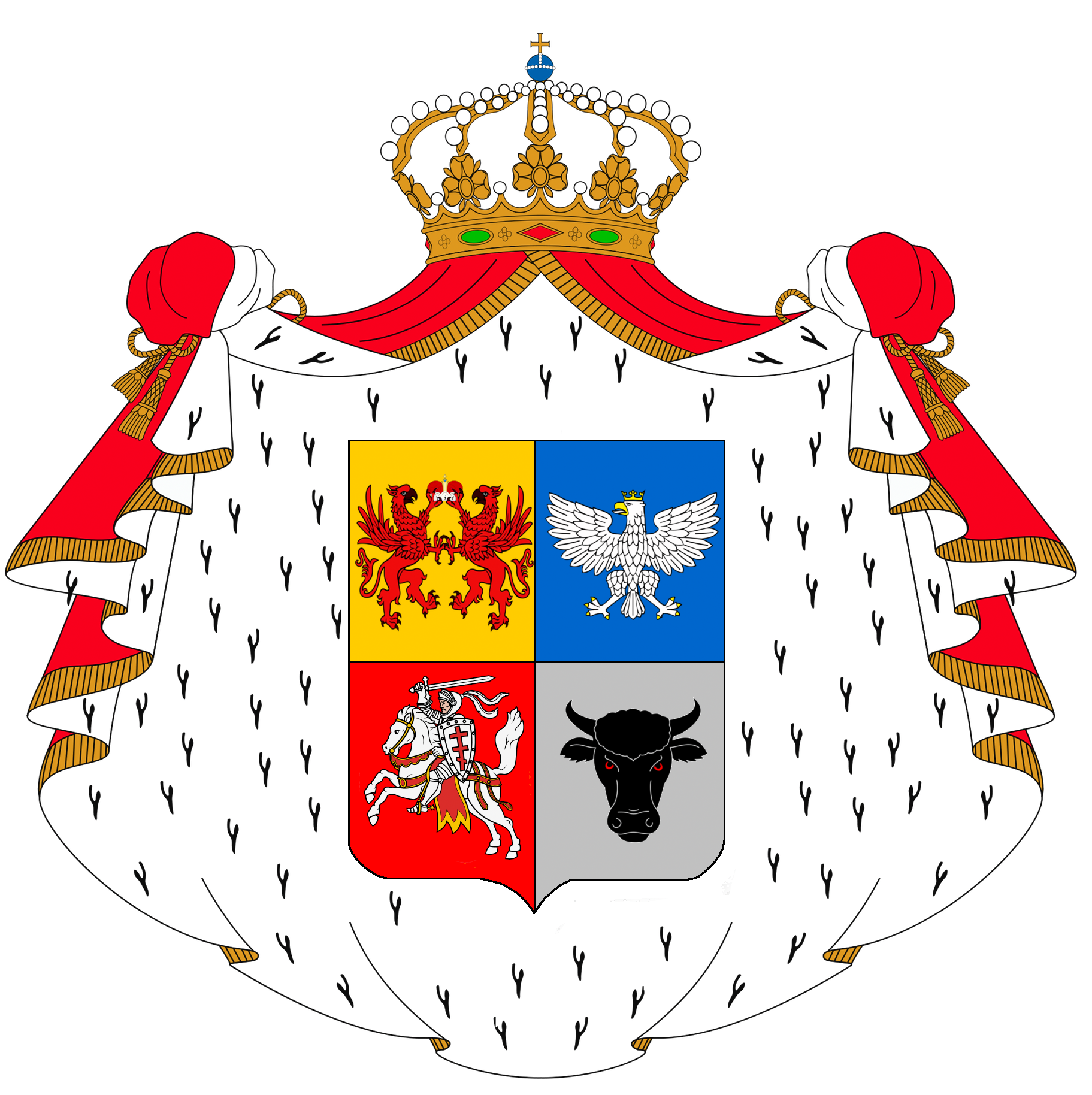
Родовий герб

Трубецькі — давній литовсько-руський княжий рід. Веде свій родовід від онука Гедиміна — Дмитра Ольгердовича, князя брянського, чернігівського та трубчевського, що загинув у битві на Ворсклі (1399) разом з сином Іваном. Після його смерті князівством правив син Михайло Дмитрович.
Згодом Князі Трубецькі пішли на службу до Московських князів (згодом царів), та деякі їхні нащадки відомі своїми антиукраїнськими діями.
Родовід князів Трубецьких досить добре вивчений. Монографія О.Трубецької (1520), дослідження О. Зиміна (с. 125–127), написи на надгробках князів Трубецьких у їх усипальниці в Троїцькому соборі Трубецька, нарешті багатий актовий матеріал дозволяють надійно реставрувати родове дерево цієї гілки Гедиміновичів.

## Родовід
- Дмитро Ольгердович (1327 — 12.08.1399) — удільний князь Брянський, Стародубський та Трубчевський
  - Михайло Дмитрович Трубецький († після 1399) — князь трубецький (кінець XIV — початок XV ст.) (1034, с.45), записаний у Любецькому пом'янику.
    - Семен Михайлович Трубецький  — князь трубецький (перша половина XV ст.). Тримав половину Трубецького князівства.
      - Іван Семенович Трубецький († до 1499) — князь трубецький (? — до 1499 рр.). Дата смерті встановлена на підставі факту, що Іван Семенович не брав участі у процесі за спадщину Юрія Михайловича. Крім своєї частки трубецького князівства володів також частиною доходів із смоленського та путивльського мит.

    - Юрій Михайлович Трубецький († після 1445) — князь трубецький (? — 1445 рр.), після від'їзду до Москви його половина князівства була передана Гриньку Воловичу, а потім князеві Івану Васильовичу Чорторийському.
      - Іван Юрійович Трубецький († 15.01.1520) — князь трубецький (1499—1500, 1503—1520 рр.). У 1499 р. виграв процес і повернув собі батьківську частку князівства. Але у 1500 р. втік до Москви і знову був позбавлений володінь. За мирною угодою 25 березня 1503 р. князівство відійшло до Москви і було повернене Іванові Юрійовичу.
        - Андрій Іванович Трубецький († 16.05.1546). Князь трубецький (до 1499—1546 рр.). З 1503 р. на московській службі, але зберіг свою частку князівства.
          - Михайло Андрійович Трубецький († 5.12.1556). Князь трубецький (1546—1556 рр.), намісник рязанський (1536—1538 рр.). Вже його син Федір отримав боярський статус у Московській державі.
          - Василь Андрійович Трубецький. Його син Андрій також отримав боярський чин.
          - Микита Андрійович Трубецький

        - Іван Іванович Трубецький († 1538). Князь трубецький (до 1499—1538 рр.).
        - Федір Іванович Трубецький († 1540). Князь трубецький (до 1499—1540 рр.).
        - Семен Іванович Перський Трубецький († 20.01.1566). Князь трубецький (1520—1566 рр.).

      - Олександр Юрійович Трубецький († до 1499). Не брав участі у процесі 1499 р., а отже його на той час вже не було серед живих.
        - Семен-Богдан Олександрович Трубецький († бл.1543). Князь трубецький (1520—бл. 1543 рр.).
          - Роман Семенович Трубецький

  - Іван Дмитрович Кіндир († 12.08.1399). Загинув з батьком у битві на р. Ворсклі, записаний у Любецькому пом'янику (поз.82).
    - Гліб Іванович Кіндирович († після 1432)
    - Олександр Іванович Кіндирович († після 1445)

### Трубецькі в Московській державі
Потомство Андрія Івановича Трубецького досягло найбільших успіхів на московські службі. Микита та Тимофій Романовичі стали московськими боярами, зберігаючи свої частки князівства. Боярин Юрій Микитович був одним з видніших політиків Смутного часу, боярин Олексій Микитович — один з найближчих соратників царя Олексія Михайловича, учасник козацьких війн у 1654—1659 рр. Боярин Дмитро Тимофійович († 24.06.1625 р.) — один з організаторів і керівників Другого ополчення, козацький вождь, суперник князя Дмитра Пожарського і претендент на царський трон у 1613 p. Юрій Юрійович та Іван Юрійович (1667—1750 рр.) — генерали і найближчі сподвижники Петра І. Микита Юрійович (1699—1767 рр.) — генерал-фельдмаршал. Ця гілка існує і нині.